# Sieben Linden (Stetten im Remstal)
Die Sieben Linden sind ein Naturdenkmal und geschütztes Geotop im Ortsteil Stetten der baden-württembergischen Gemeinde Kernen im Remstal. Sie bilden einen Aussichtspunkt, von dem aus man die Gemeinde Kernen und das untere Remstal sieht. Sie sind Zweitname für den Wartbühl.
Am 30. Juli 1974 wurden die Sieben Linden mit einer Fläche von 0,8 Hektar als flächenhaftes Naturdenkmal unter Schutz gestellt. Unterhalb befindet sich die Weinlage Stettener Pulvermächer.

## Aussichtssteg
Als Projekt im Rahmen der Remstal Gartenschau 2019 entschied der Gemeinderat am 17. März 2016, einen Aussichtssteg an den Sieben Linden zu errichten. Der Beschluss musste aufgrund der Befangenheit von drei Gemeinderäten wiederholt werden. Der Entwurf stammt vom Ingenieurbüro Schlaich Bergermann und Partner. Dieser wird von Ortsansässigen nach dem gebürtigen Stettener Jörg Schlaich als Schlaich-Steg bezeichnet. Eine Alternativbezeichnung ist Skywalk. Die Baukosten wurden von der Gemeinde auf 100.000 € gedeckelt. Ortsansässige Unternehmen haben ihre Bereitschaft erklärt, kostenlos an dem Projekt mitzuwirken.
Geplant war der 18 Meter lange Steg in Richtung Nordost von den Sieben Linden aus.
Das Projekt war stark umstritten. Kritiker befürchteten eine Müllproblematik, hohe Kosten, höheres Verkehrsaufkommen und einen zunehmenden Besucherandrang am Naturdenkmal und bezweifelten den Nutzen des Steges. Befürworter betonten den geringen Einfluss auf die Natur. Es müssten keine Bäume gefällt werden. Am 3. Juni 2016 wurde der Gemeinde ein Bürgerbegehren gegen den Bau des Stegs übergeben. Mit 1.643 gültigen Unterschriften wurde das Quorum erreicht. Aufgrund dessen fand am 27. November 2016 ein Bürgerentscheid über den Aussichtssteg statt. Die Kosten dafür wurden auf rund 20.000 € geschätzt.

### Bürgerentscheid
Der Bau des Stegs wurde von den Bürgern durch den Bürgerentscheid vom 27. November 2016 abgelehnt. Das Quorum, welches bei 2.504 Stimmen lag, wurde übertroffen.
Die offizielle Formulierung der Frage lautete:
Sind Sie dafür, dass kein Aussichtssteg auf dem Naturdenkmal „Sieben Linden“ gebaut wird?
|                           | Wahlberechtigte | Wähler | Ja     | Nein   |
| ------------------------- | --------------- | ------ | ------ | ------ |
| Personen                  | 12.513          | 5.061  | 3.543  | 1.505  |
| Prozent (Wahlberechtigte) |                 | 40,5 % | 28,3 % | 12,0 % |
| Prozent (gültige Stimmen) |                 |        | 70,2 % | 29,8 % |

## Bilder

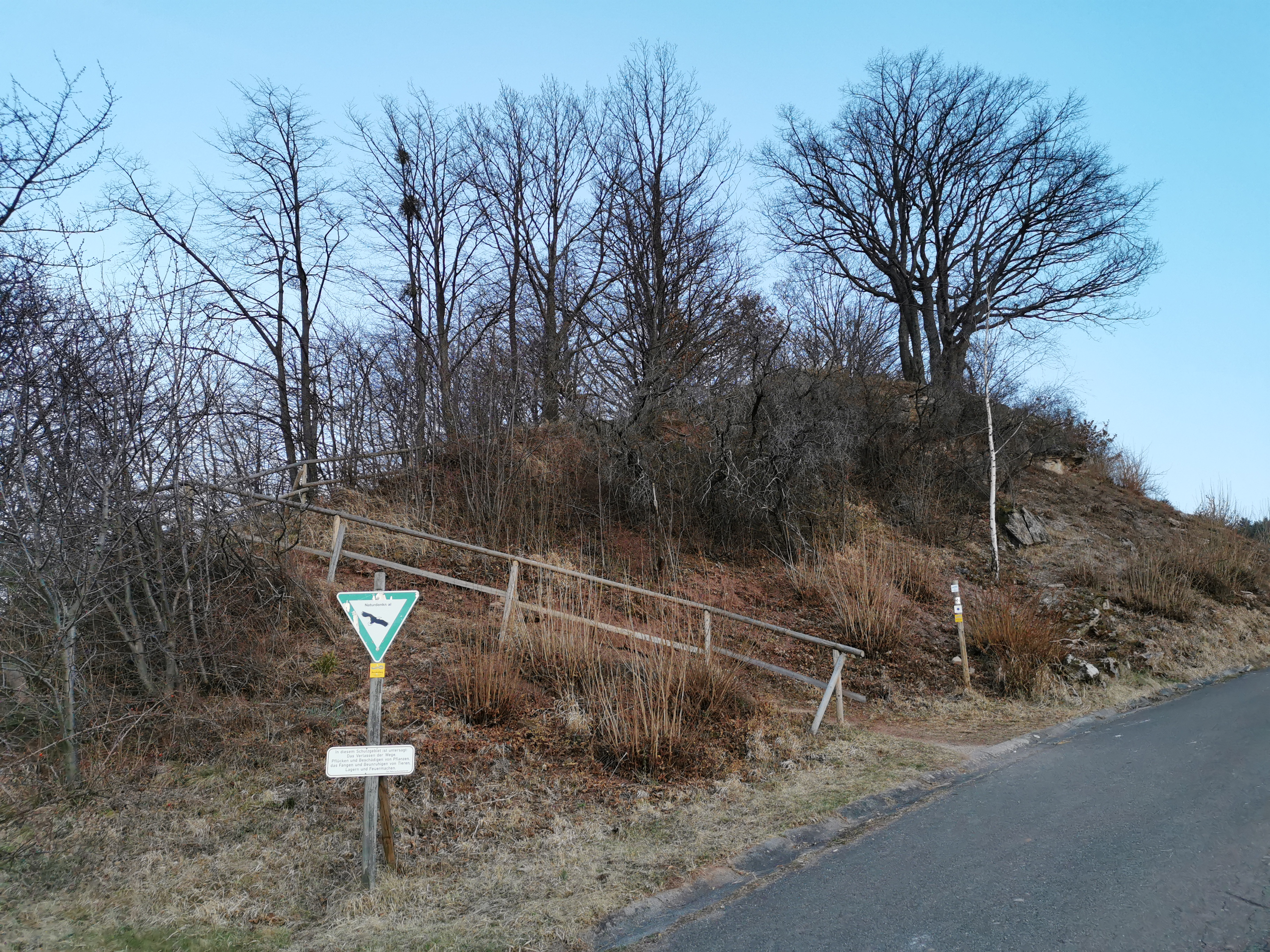
Pfad zum Naturdenkmal
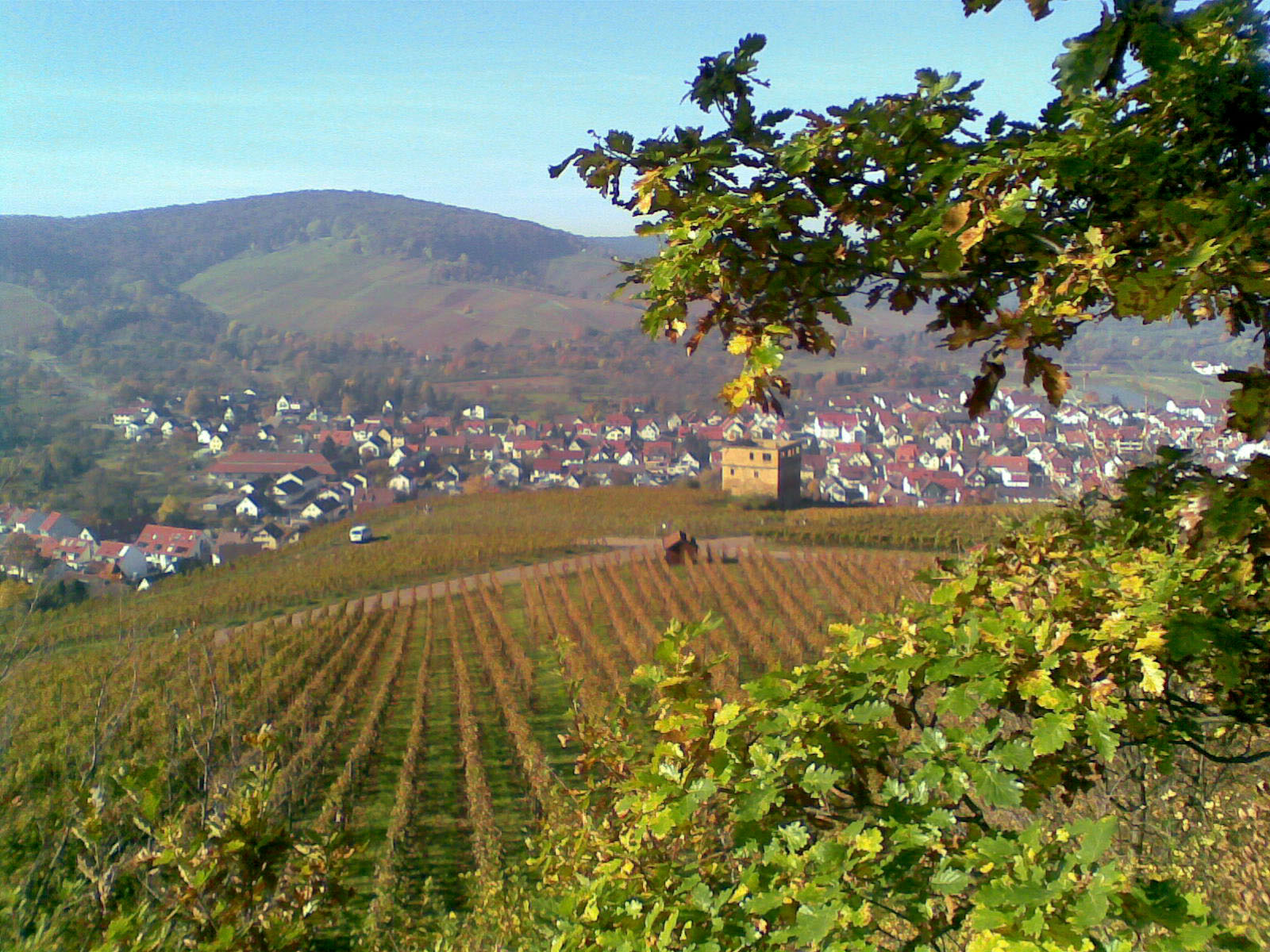
Ausblick zur Yburg
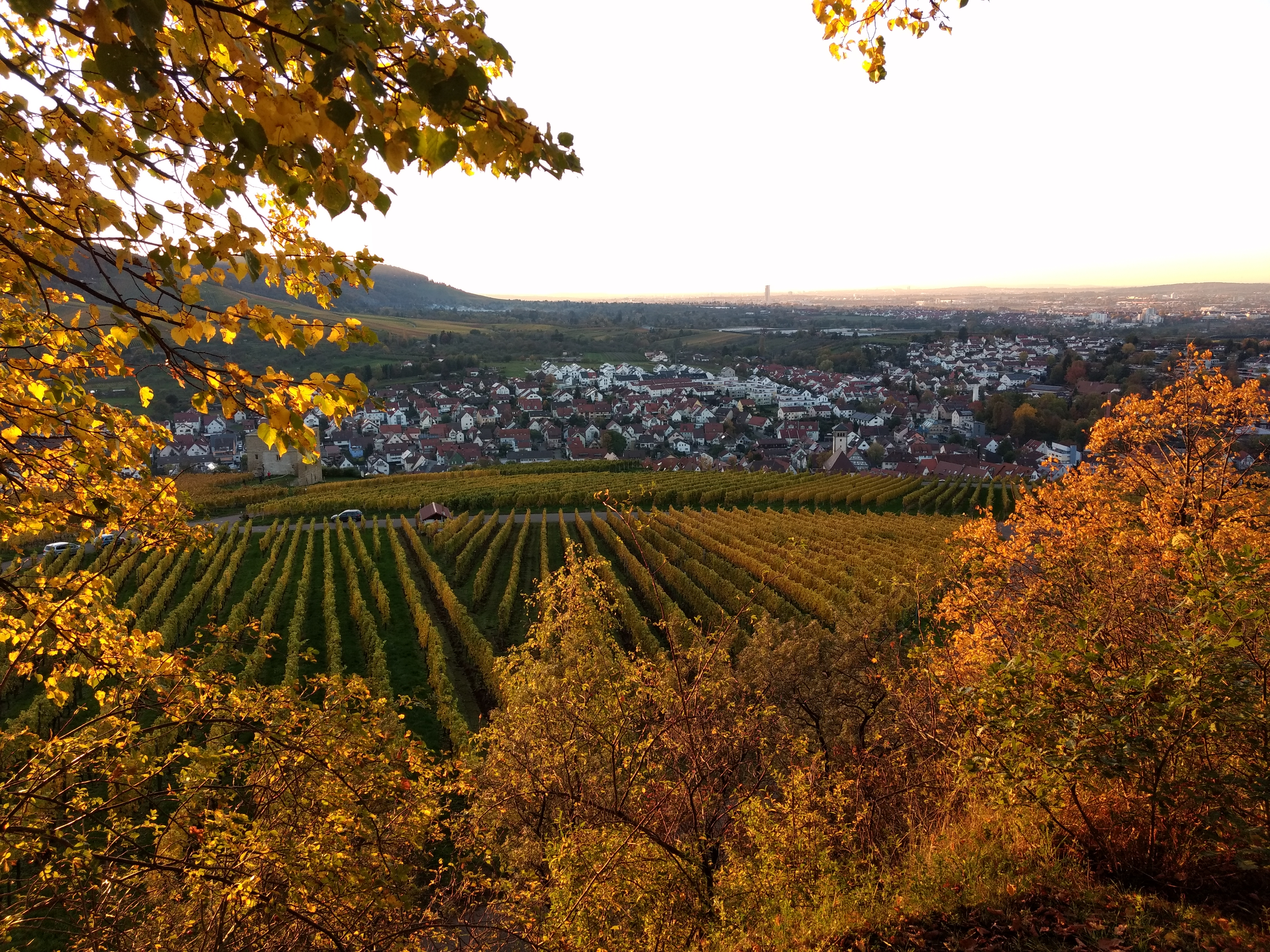
Aussicht Richtung Rommelshausen und Fellbach
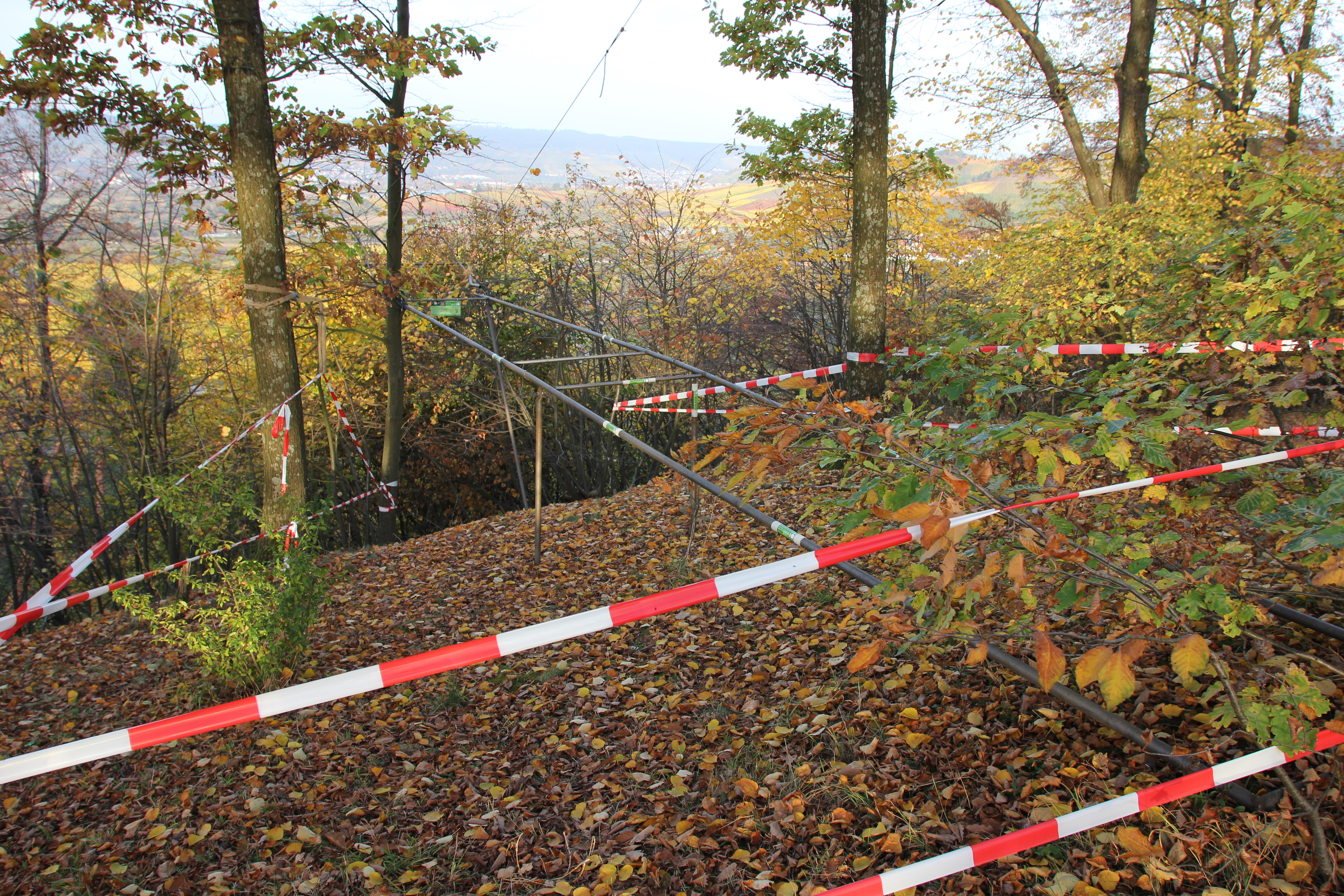
Gerüst zur Demonstration, wo der Steg gebaut werden sollte
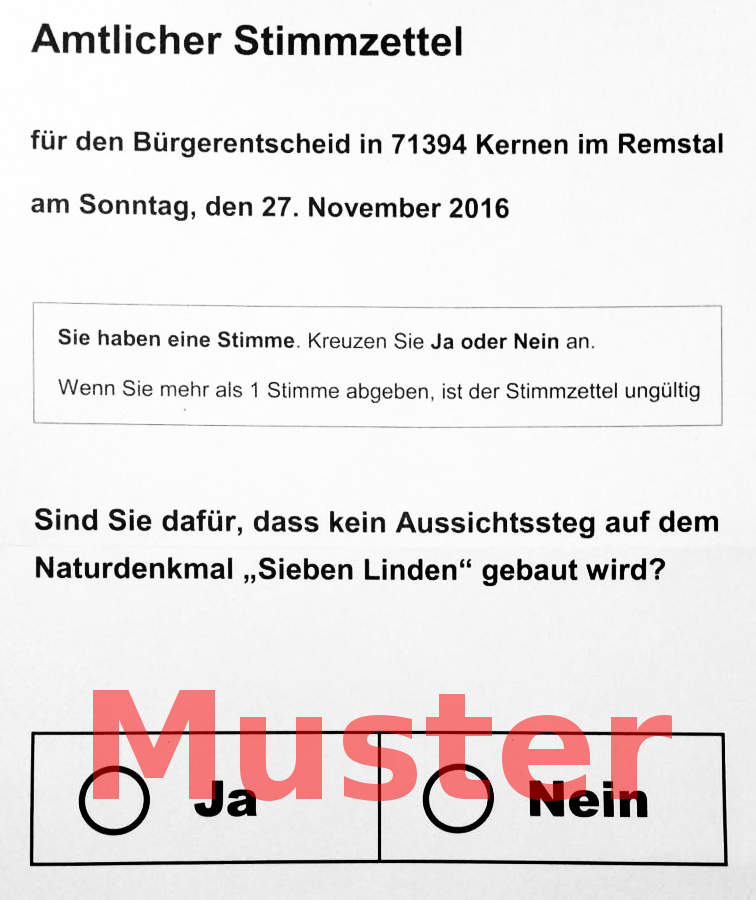
Stimmzettel zum Bürgerentscheid